# Pascale Lefrançois
Pour les articles homonymes, voir Lefrançois.
Pascale Lefrançois (né en 1974 à Cartierville, Québec) est une championne canadienne d'orthographe et une professeure de didactique. 

## Biographie
Originaire de Cartierville, un quartier de Montréal, Pascale Lefrançois obtient un baccalauréat en économie et en sciences politiques, avant d'obtenir une maîtrise en éducation, puis un doctorat en didactique. 
Depuis 2000, elle est professeur adjointe de didactique du français à l'Université de Montréal à la faculté des sciences de l'éducation. Sa thèse de doctorat porte sur la didactique des langues et de la lecture. 
Ses recherches portent sur l'effet des technologies dans les processus d'écriture, ainsi que sur l'acquisition de la grammaire et de l'orthographe, à tous les niveaux. Le lectorat intéressé en trouve des reflets dans différentes revues, scientifiques ou spécifiques. 
Elle remporte le 24 novembre 1990 le titre suprême en orthographe dans le cadre des Championnats du monde d'orthographe organisés par Bernard Pivot, catégorie juniors. Ce titre la qualifie pour la superfinale des mêmes championnats, à New York, en 1992. Ces résultats lui valent une notoriété certaine au Québec et au Canada. 
Elle entre au jury de la Dictée des Amériques en 1996, soit l'année même de sa création. Elle est en outre membre du comité de programmation et du comité exécutif de Télé-Québec.

## Palmarès
- Championne du monde d'orthographe juniors (1990)
- Chevalier de l'ordre de la Pléiade (1994)

## Publications
- L'Orthographe déjouée, Mondia, 1995.
- Le Dictionnaire orthographique, Mondia, 1995.
- Apprendre à écrire à la fin du primaire: là où processus cognitifs, interdisciplinarité, coopération et hypermédia se rejoignent, Revue des sciences de l'éducation, no 26, 2000.
- Le point sur les transferts dans l'écriture en langue seconde, Canadian Modern Language Review, décembre 2001.
- Français écrit pour futurs enseignants, Éditions JFD, 2013[1].
- Français écrit pour futurs enseignants – Théorie et exercices (2e édition), Éditions JFD, 2015[2].